# Family Four

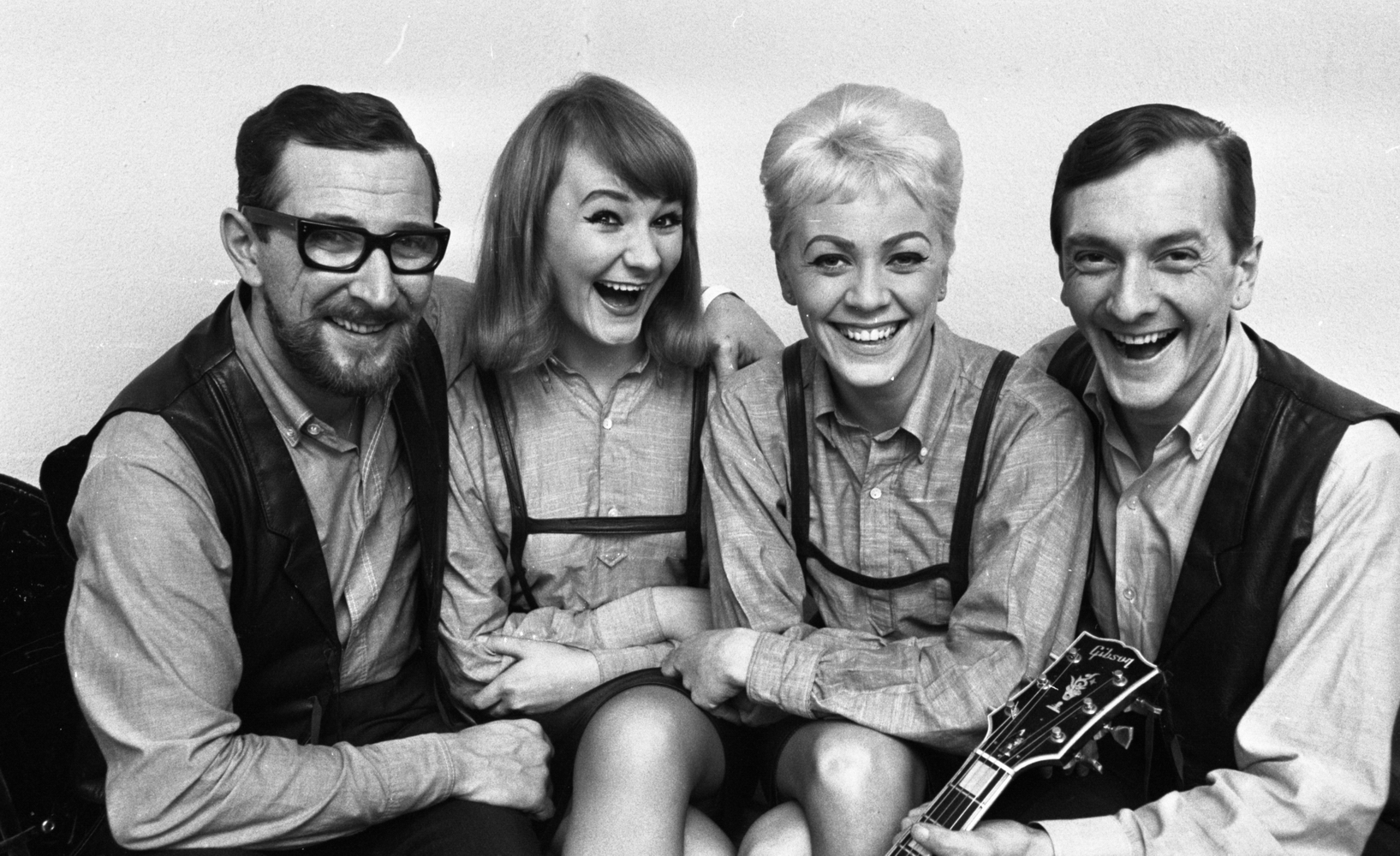
Family Four 1966

Family Four was een Zweedse popgroep uit de jaren 60 en 70.
De groep werd opgericht uit de familie Öst (Berndt, Inger, Siv en Stig), maar in 1969 had de groep een andere bezetting namelijk Berndt Öst, Agnetha Munther, Marie Bergman en Pierre Isacsson. 
In 1971 nam de groep deel aan Melodifestivalen. Het concept dat jaar waren 5 halve finales met telkens dezelfde 3 artiesten, Family Four, Tommy Körberg en Sylvia Vrethammar. Alle 5 voorrondes werden gewonnen door Family Four en hun liedje Vita vidder haalde het in de finale van hun andere 4 songs, op Eurovisiesongfestival werden ze 6de.
Een jaar later deden ze opnieuw mee in Melodifestivalen, deze keer in 1 finale met 10 deelnemres en ze wonnen weer, op het songfestival werden ze 13de met Härliga sommardag.
Later splitte de groep. Marie Bergman zou meer dan 20 jaar na haar deelname opnieuw op het eurovisiepodium staan in 1994 aan de zijde van Roger Pontare.
1958: Alice Babs · 
1959: Brita Borg · 
1960: Siw Malmkvist · 
1961: Lill-Babs · 
1962: Inger Berggren · 
1963: Monica Zetterlund · 
1965: Ingvar Wixell · 
1966: Lill Lindfors & Svante Thuresson · 
1967: Östen Warnerbring · 
1968: Claes-Göran Hederström · 
1969: Tommy Körberg · 
1971: Family Four · 
1972: Family Four · 
1973: Nova · 
1974: ABBA · 
1975: Lasse Berghagen · 
1977: Forbes · 
1978: Björn Skifs · 
1979: Ted Gärdestad · 
1980: Tomas Ledin · 
1981: Björn Skifs · 
1982: Chips · 
1983: Carola · 
1984: Herreys · 
1985: Kikki Danielsson · 
1986: Lasse Holm & Monica Törnell · 
1987: Lotta Engberg · 
1988: Tommy Körberg · 
1989: Tommy Nilsson · 
1990: Edin-Ådahl · 
1991: Carola · 
1992: Christer Björkman · 
1993: Arvingarna · 
1994: Marie Bergman & Roger Pontare · 
1995: Jan Johansen · 
1996: One More Time · 
1997: Blond · 
1998: Jill Johnson · 
1999: Charlotte Nilsson · 
2000: Roger Pontare · 
2001: Friends · 
2002: Afro-Dite · 
2003: Fame · 
2004: Lena Philipsson · 
2005: Martin Stenmarck · 
2006: Carola · 
2007: The Ark · 
2008: Charlotte Perrelli · 
2009: Malena Ernman · 
2010: Anna Bergendahl · 
2011: Eric Saade · 
2012: Loreen · 
2013: Robin Stjernberg · 
2014: Sanna Nielsen · 
2015: Måns Zelmerlöw · 
2016: Frans · 
2017: Robin Bengtsson · 
2018: Benjamin Ingrosso · 
2019: John Lundvik · 
2021: Tusse · 
2022: Cornelia Jakobs · 
2023: Loreen · 
2024: Marcus & Martinus · 
2025: KAJ